# امیل اورلیک
امیل اورلیک (چکی: Emil Orlík; ۲۱ ژوئیهٔ ۱۸۷۰ – ۲۸ سپتامبر ۱۹۳۲) نقاش، چاپگر و قلم‌زن اهل جمهوری چک بود که در دورهٔ پادشاهی اتریش-مجارستان در پراگ، اتریش و آلمان کار و زندگی کرد.

## نگارخانه

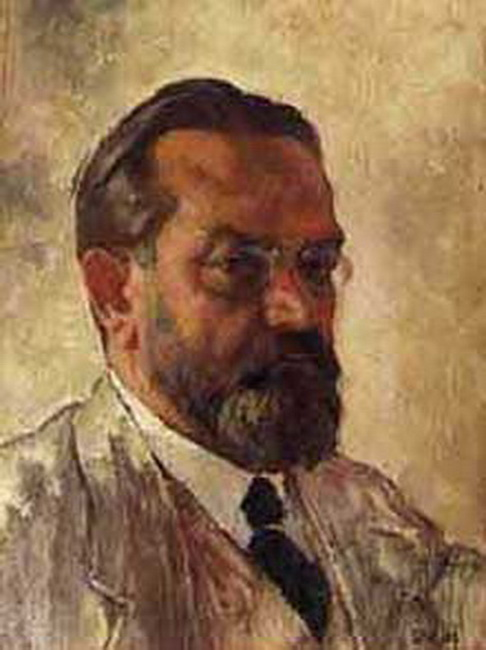
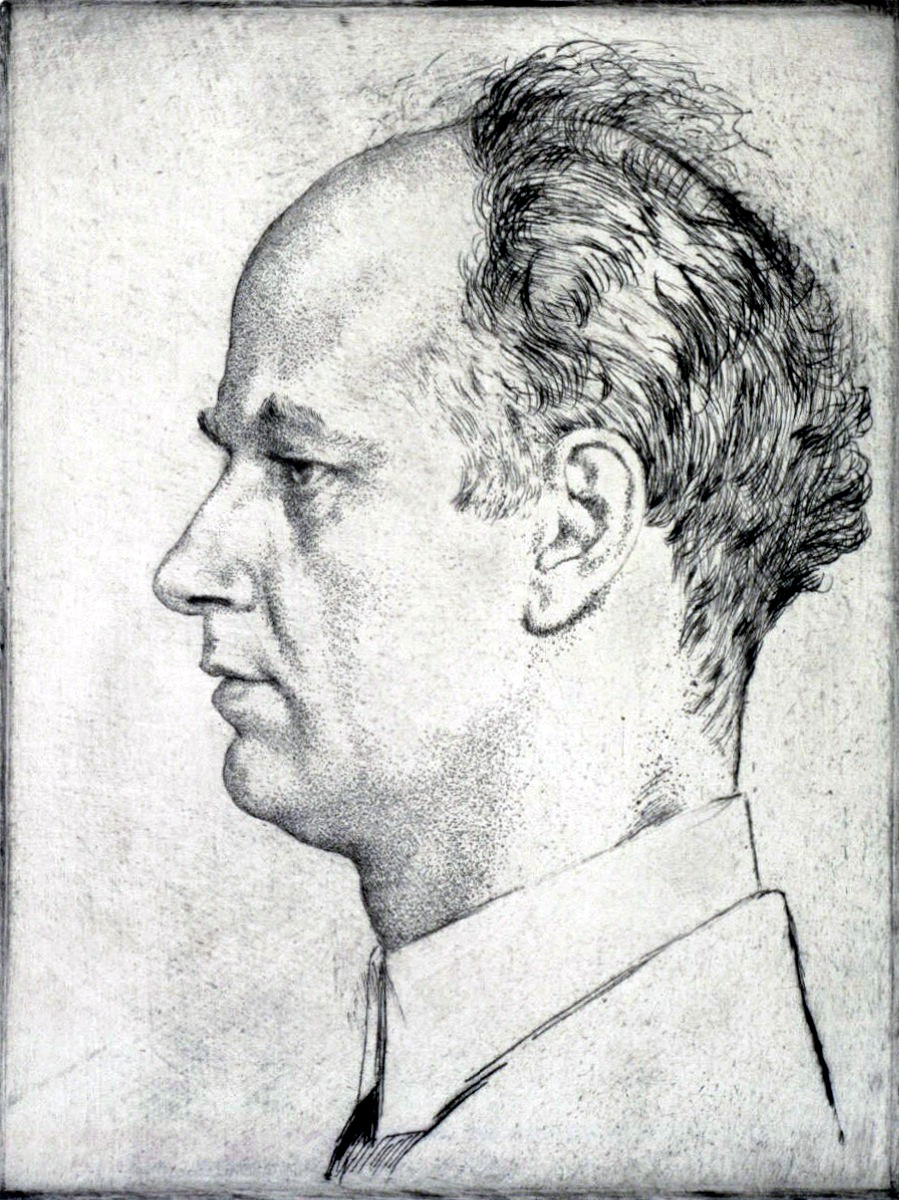
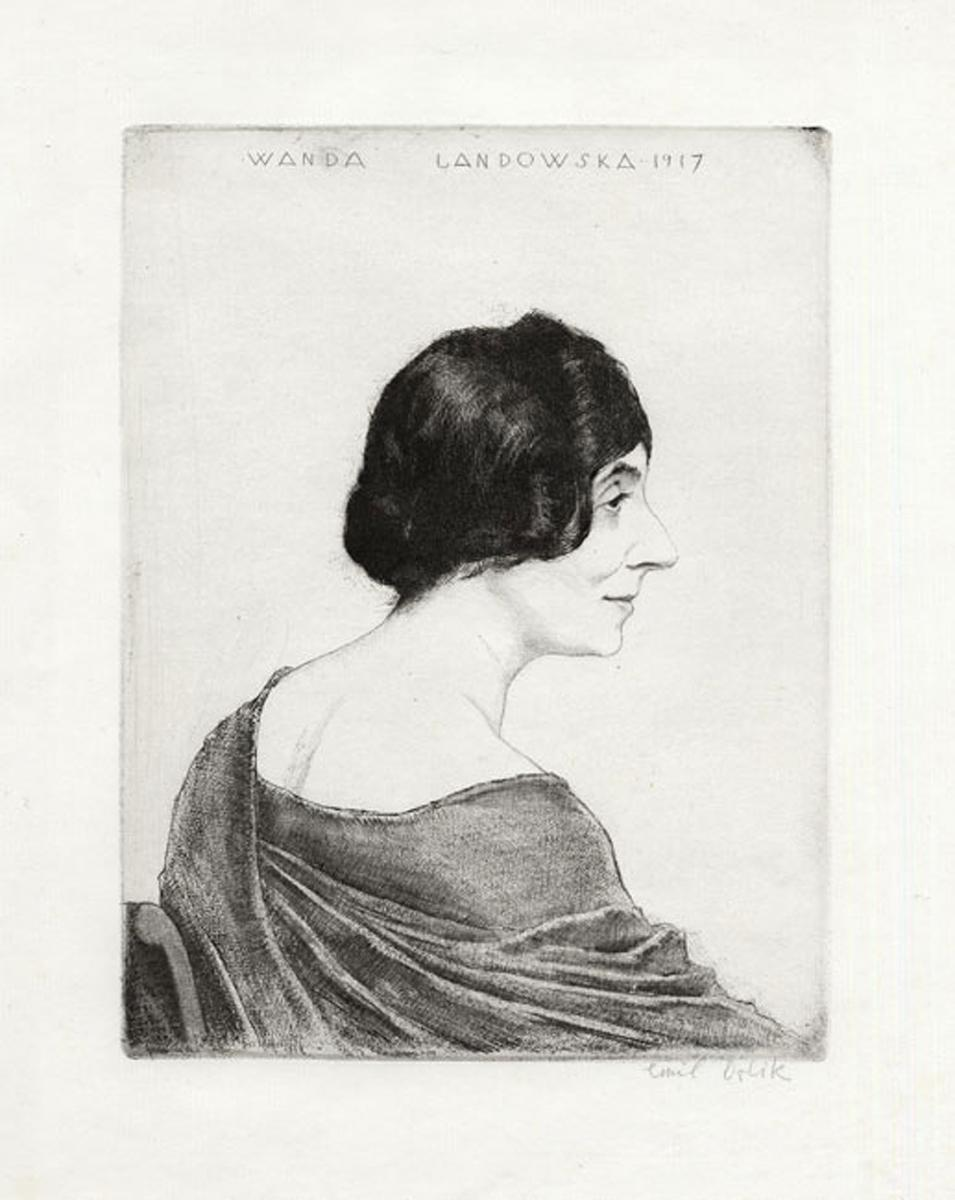
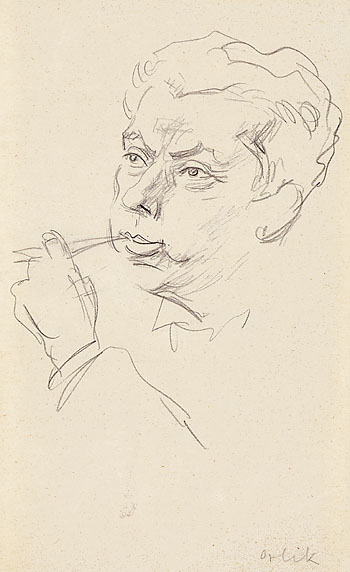
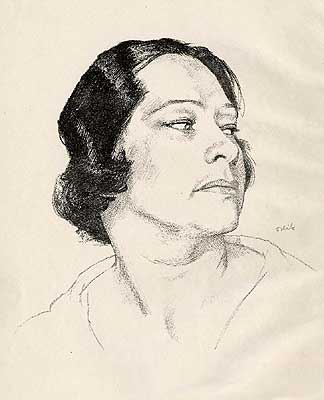
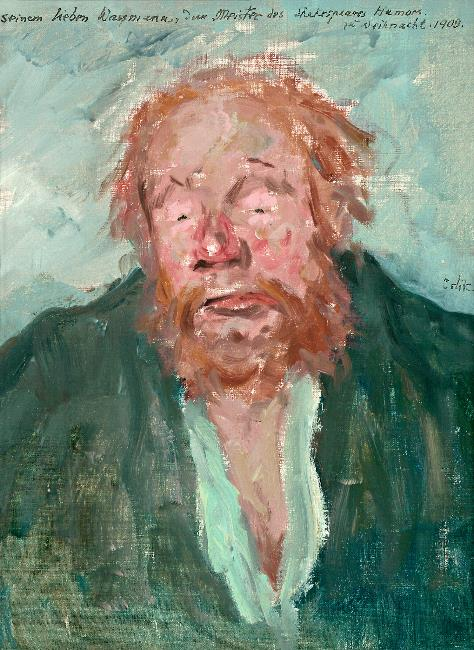
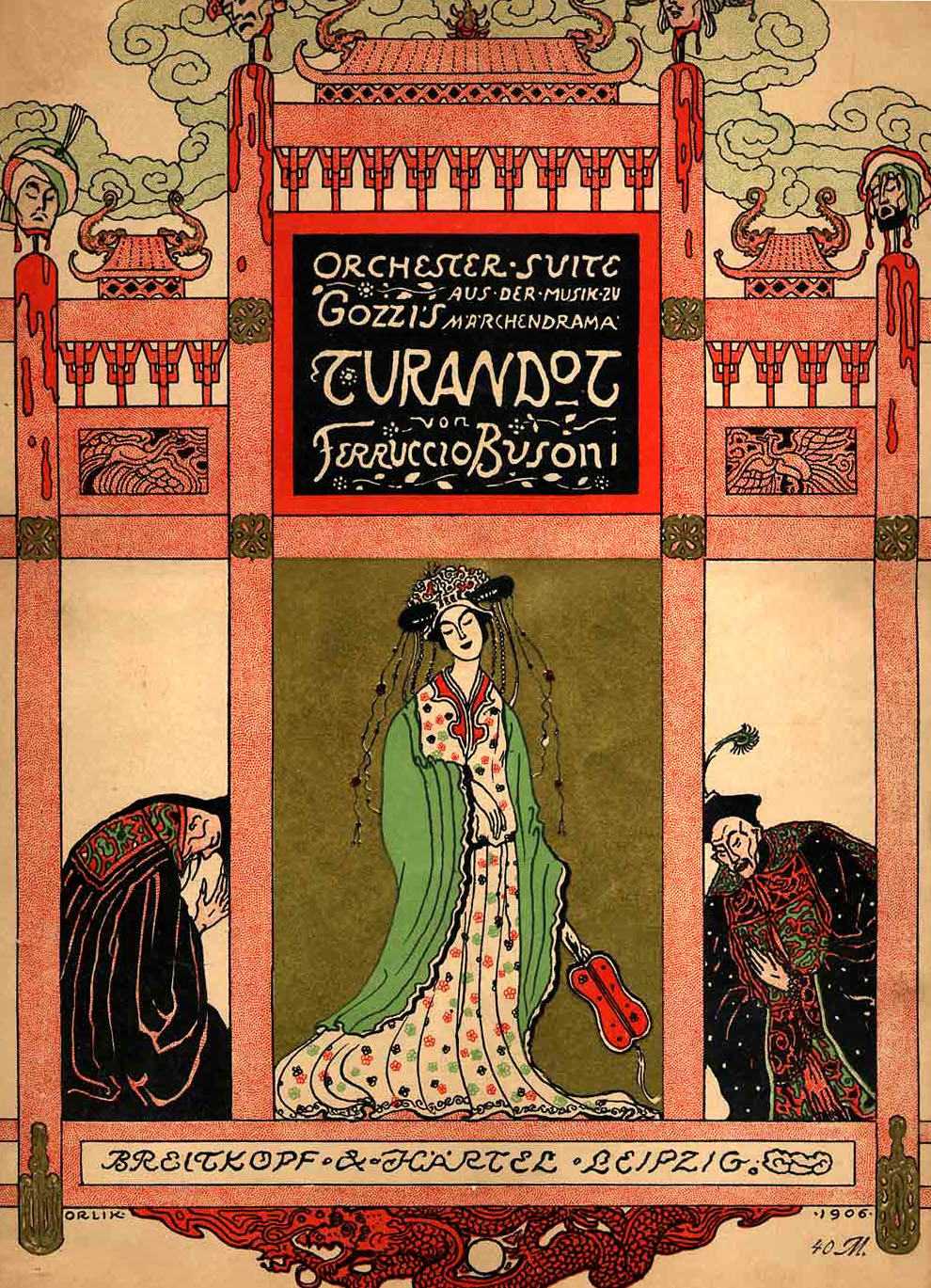
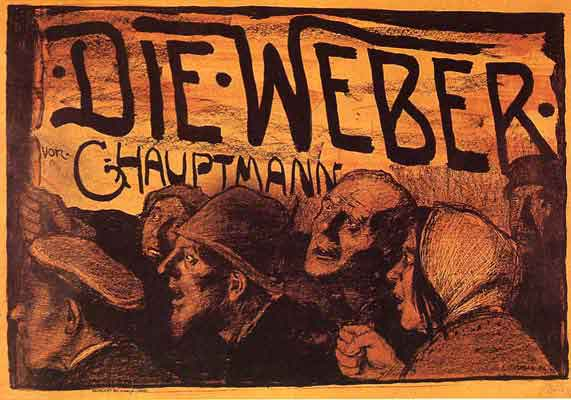
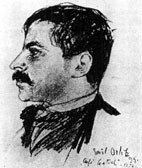
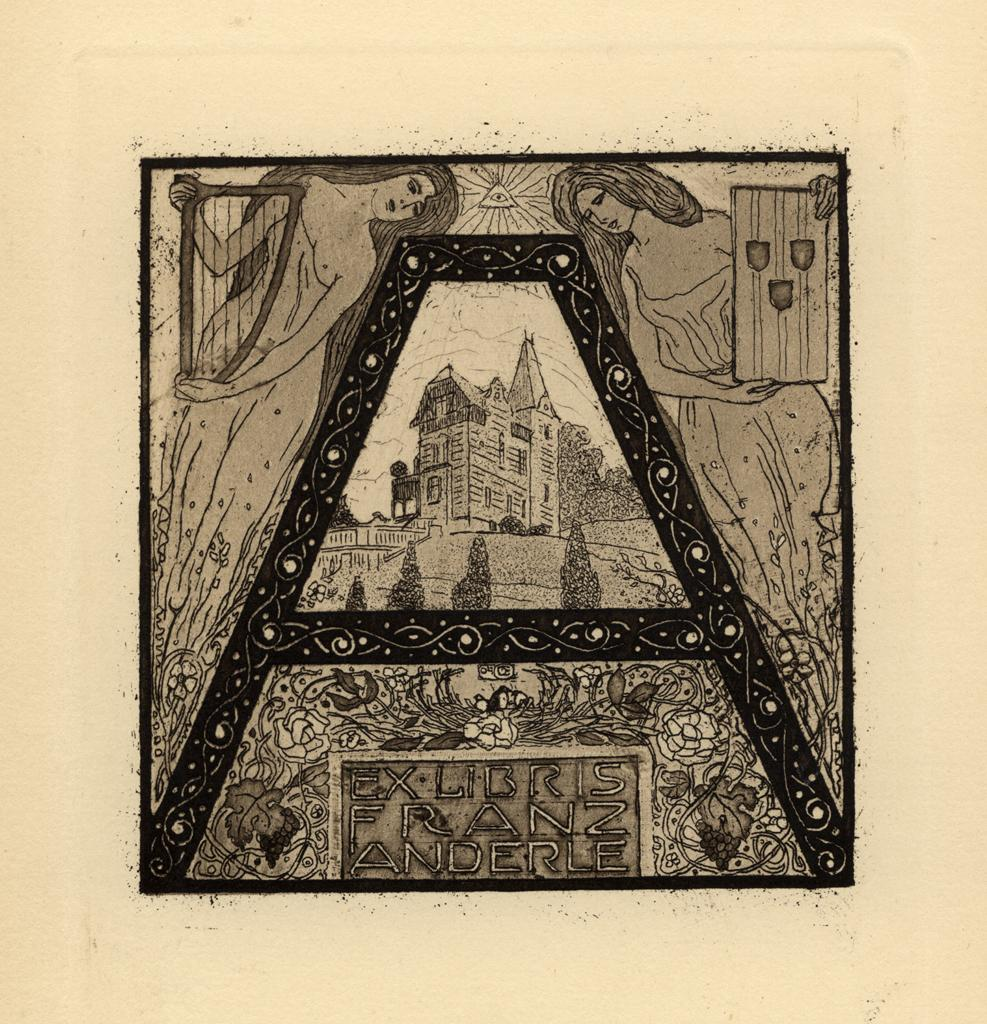
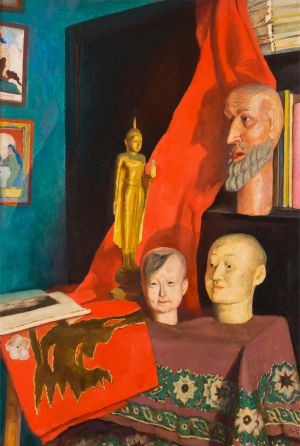
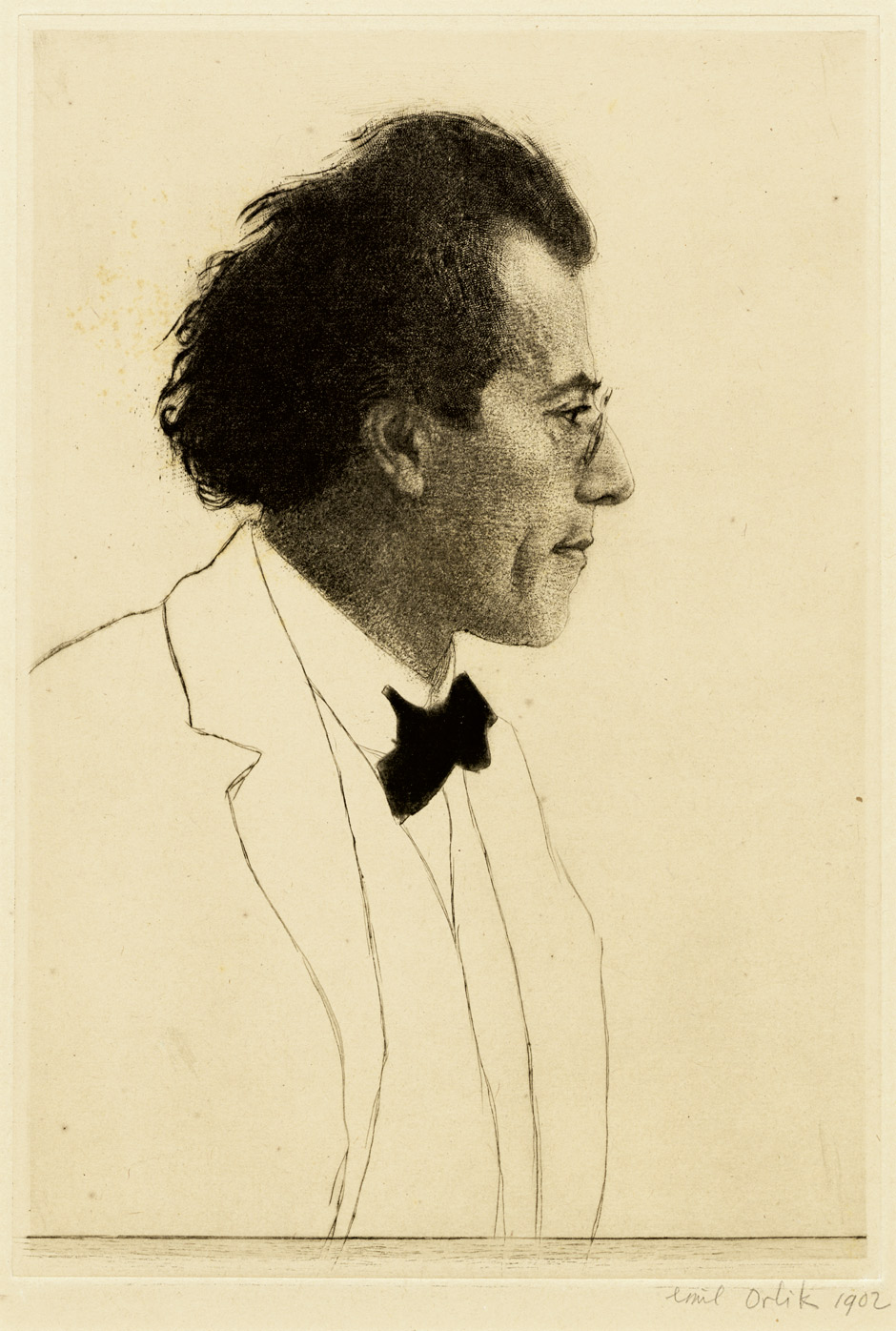
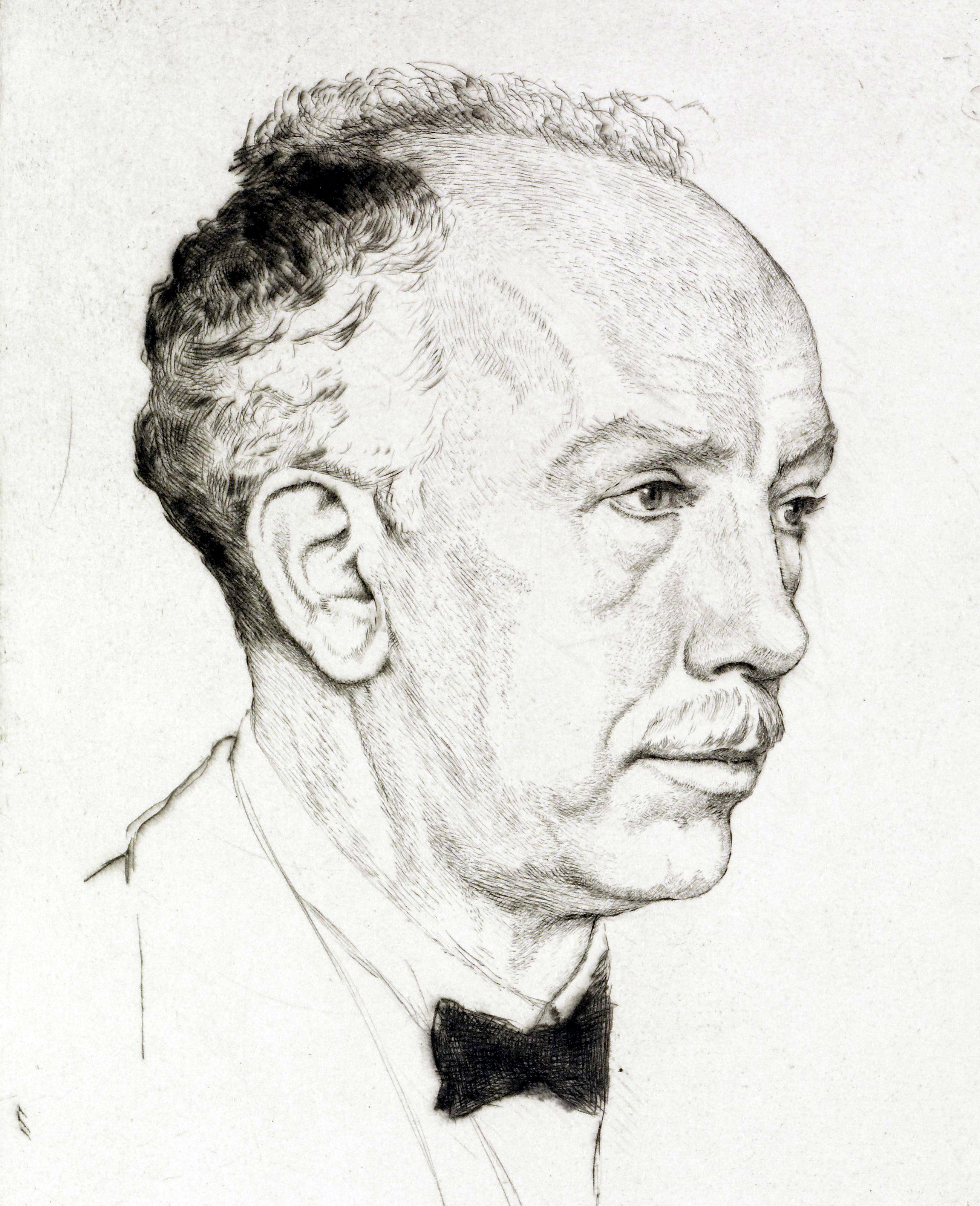
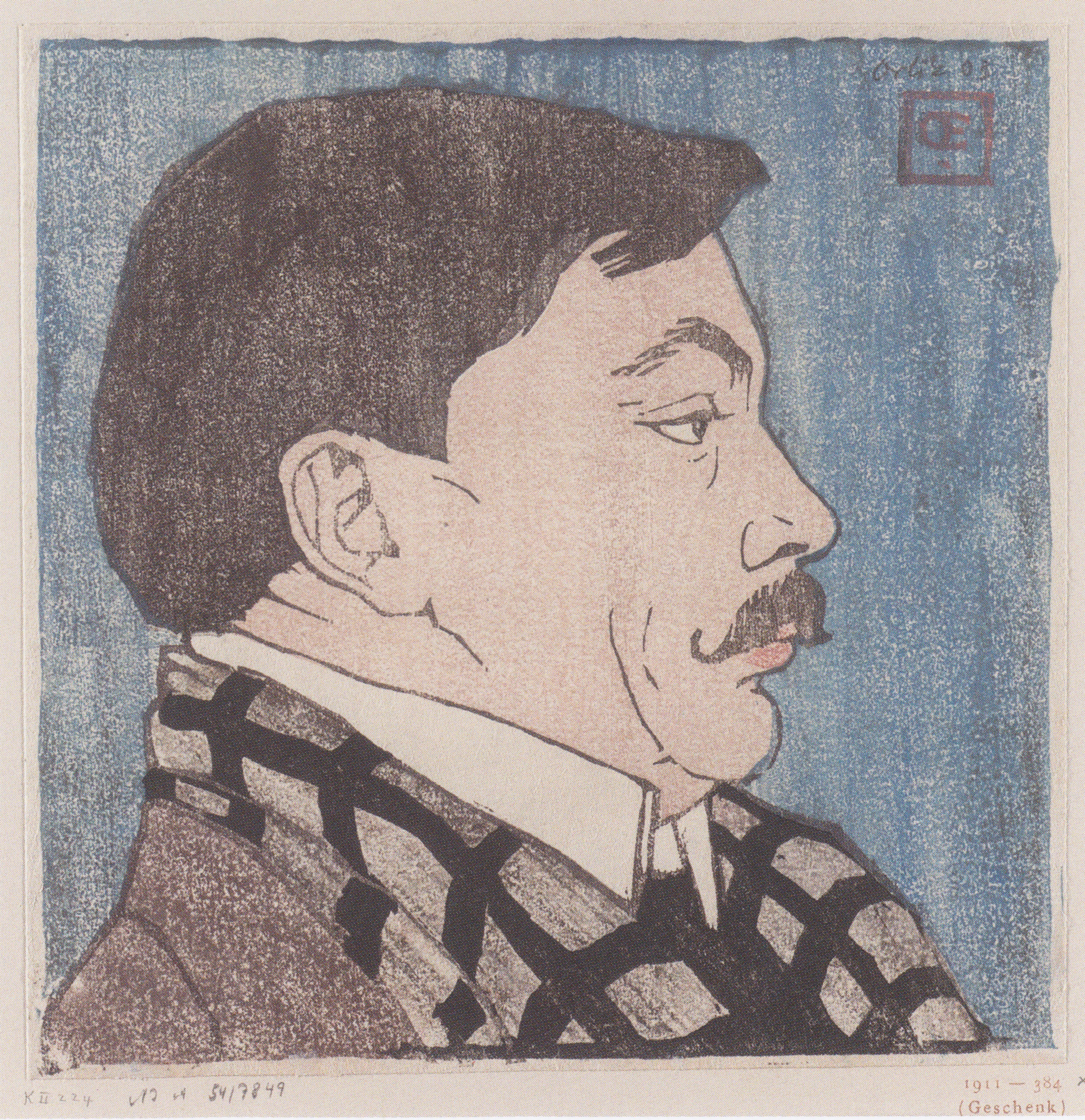